# Ушуая (авіабаза)
Авіаба́за Ушуа́я (ісп. Base Aeronaval Ushuaia (BAUS)) — база морської авіації ВМС Аргентини.

## Географічне положення
База розташована у провінції Вогняна Земля, за 2400 км на південь від Буенос-Айреса.
Найближчим великим містом є Ушуая, за 2,1 км на північний схід від бази.

## Історія
Морська авіація ВМС Аргентини почала діяти в районі Ушуаї з 1933 р. У 40-х роках було побудовано аеродром «Punta Observatorio», який у 1949 році отримав назву — Військово-морська авіаційна станція Ушуая (ісп. Estación Aeronaval Ushuaia). У 1970 році була побудована нова злітно-посадкова смуга і створена база морської авіації.
Під час Фолклендської війни база забезпечувала матеріально-технічну підтримку на Південноатлантичному театрі бойових дій. На практиці вона слугувала доповненням до військово-морської авіаційної бази Ріо-Гранде, з метою розосередження літаків для запобігання диверсій.
Після затоплення крейсера Генерал Бельграно, 2 травня 1982 року, літаки бази «Ушуая» підтримували пошуково-рятувальну місію.